# Marshall Brain
Marshall David Brain (* 17. Mai 1961 in Santa Monica, Kalifornien; † 20. November 2024) war ein US-amerikanischer Autor, Moderator und Unternehmer. Er war Gründer der Internetseite HowStuffWorks.com und Autor der gleichnamigen Buchreihe How Stuff Works.

## Leben
Marshall Brain schloss 1983 das Rensselaer Polytechnic Institute in Troy, New York mit einem Bachelor in Elektrotechnik ab. Er war Mitglied der Studentenverbindung Alpha Chi Rho. Brain erwarb einen Master-Abschluss in Informatik an der North Carolina State University (NCSU).
In den späten 1980er und frühen 1990er Jahren unterrichtete Marshall sechs Jahre lang am Institut für Informatik der North Carolina State University. Er hat Computerprogrammierhandbücher geschrieben und eine Software-Schulungs- und Beratungsfirma geleitet.
Marshall gründete 1998 die Website HowStuffWorks.com  und betrieb die Website bis 2002, als er sie für rund 1 Million US-Dollar an The Convex Group, eine in Atlanta ansässige Investmentgesellschaft des ehemaligen Web-MD-CEO Jeff Arnold, verkaufte.
Brain war von 2008 bis 2009 Moderator der Fernsehsendung Factory Floor des National Geographic Channel. Er ist unter anderem in der Oprah Winfrey Show und der History-Channel-Fernsehsendung Modern Marvels sowie bei CNN, Dr. Oz und Good Mourning, America zu Gast gewesen.
Brain verbreitete auf seiner Website unter anderem Aufsätze zu Transhumanismus und Robotern. Zu diesen Themen hat er Online und als Kindle-E-Book den Science-Fiction-Roman Manna – Two Views of Humanity’s Future  veröffentlicht.  Brain vertritt in seinem Roman Manna die Meinung, dass in der kommenden technologischen Singularität Roboter mehr Menschen aus der Beschäftigung verdrängen würden. Er argumentiert in seiner Robotic Nation-Reihe damit, dass Automatisierung zu struktureller Arbeitslosigkeit führen werde, die ein bedingungsloses Grundeinkommen  oder ein garantiertes Mindesteinkommen erfordere. Brain tritt für die Abschaffung des Kapitalismus und die Marskolonisation ein.

## Persönliches
Brain lebte mit seiner Frau und vier Kindern in Cary, North Carolina. Er war Mitglied des Beirats von DonorsChoose in North Carolina. Er war ein Partner des Institutes for Ethics and Emerging Technologies und Mitglied der Brain Preservation Foundation. Brain hielt bereits Vorträge auf TEDx-Veranstaltungen über die Themen Sinn des Lebens und Unternehmensgründung.
Brain war Atheist, bezeichnete sich selbst jedoch als rationaler Mensch, weil er den Begriff Atheist für abwertend hielt. Seine Websites Why Won't God Heal Amputees? und God is Imaginary, deren Inhalt er in Buchform unter dem Titel How God Works herausgebracht hat, spiegeln seine Skepsis gegenüber dem Monotheismus mit einem allmächtigen, allwissenden und omnibenevolenten (allgütigen) Gott wider.

## Werke
- 1992: Motif Programming: The Essentials... and More, Digital Press, ISBN 1-55558-089-0
- 1993: Using Windows NT, Prentice Hall, ISBN 0-13-091977-2 (mit Kelly Campbell)
- 1995: Visual C++ 2, Prentice Hall, ISBN 0-13-305145-5 (mit Lance Lovette)
- 1997: The Teenager's Guide to the Real World, BYG Publishing, Inc., ISBN 0-9657430-3-9
- 2000: Win32 System Services, Prentice Hall, ISBN 0-13-022557-6 (mit Ronald D Reeves)
- 2001: How Much Does the Earth Weigh?, John Wiley & Sons, ISBN 0-7645-6519-2
- 2001: Marshall Brain's How Stuff Works, John Wiley & Sons, ISBN 0-7645-6518-4
- 2002: Marshall Brain's MORE How STUFF Works, John Wiley & Sons, ISBN 0-7645-6711-X
- 2002: What If?, John Wiley & Sons, ISBN 0-7645-6657-1
  - 2005: Marshall Brain's was wäre, wenn ...? Antworten auf fast alles, Rowohlt, ISBN 978-3-499-62018-8
- 2015: The Engineering Book, Sterling, ISBN 978-1-4549-0809-8
- 2015: How God Works: A Logical Inquiry on Faith, Sterling Ethos, ISBN 978-1-4549-1061-9

### E-Books
- 2012: Manna - Two Views of Humanity's Future, BYG Publishing, Inc., ISBN 978-0-9852321-1-5
- 2015: The Second Intelligent Species. : How Humans Will Become as Irrelevant as Cockroaches, BYG Publishing, Inc., ISBN 978-0-9852321-7-7